# Korè d'Euthydikos

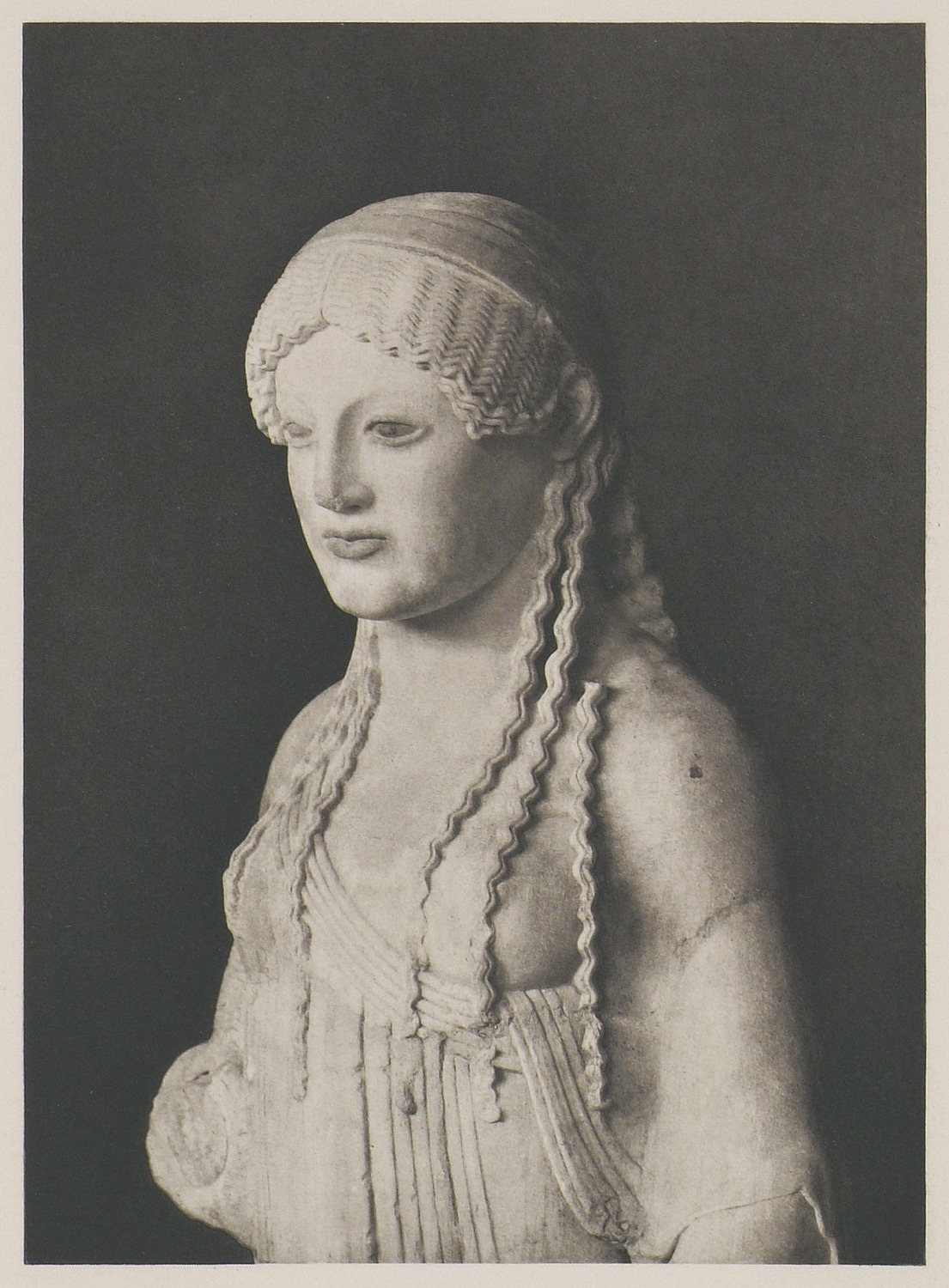
La coré d'Euthydicos. Photographie de Frédéric Boissonnas, 1919.

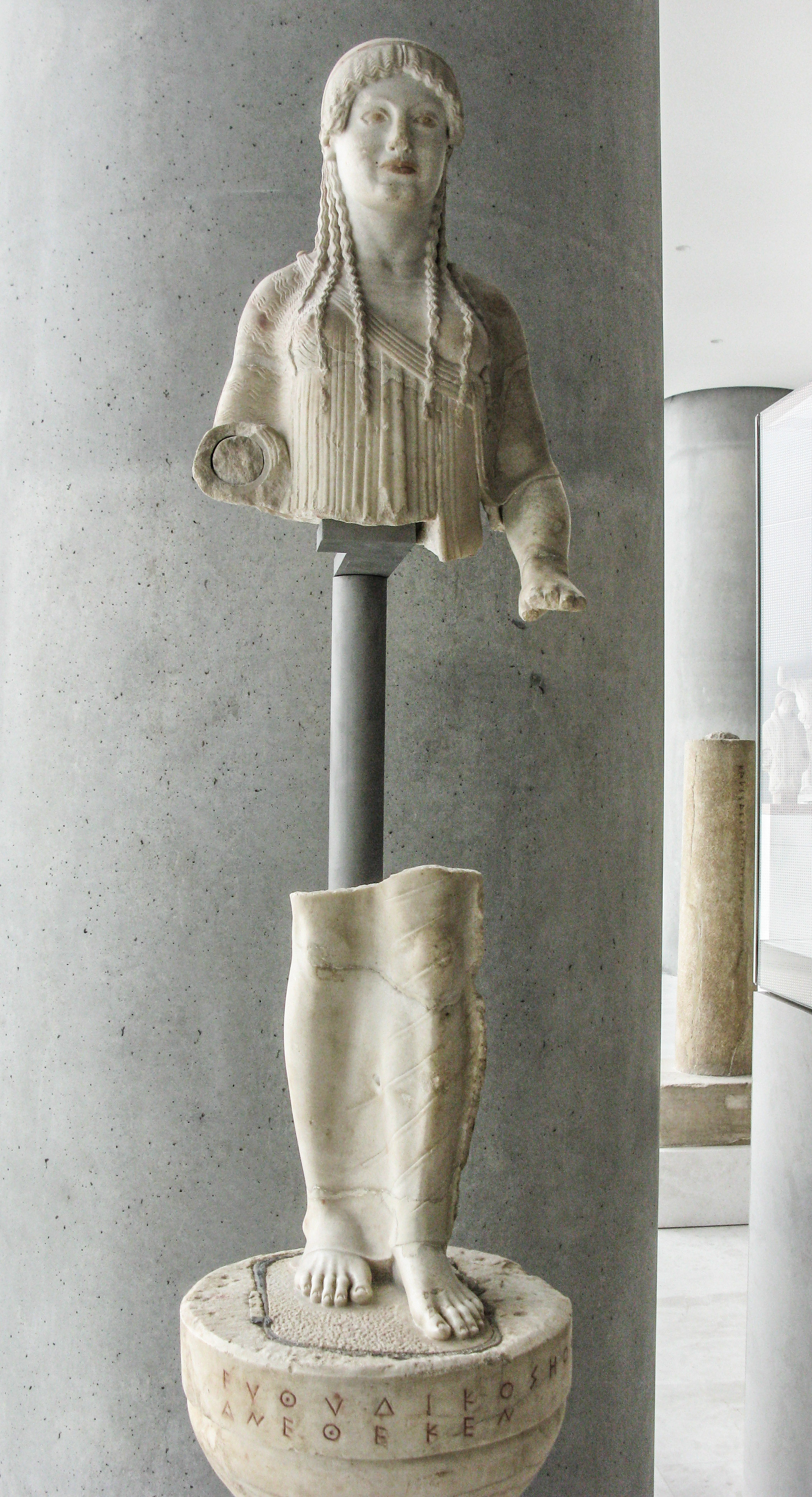
Présentation des deux parties assemblées.

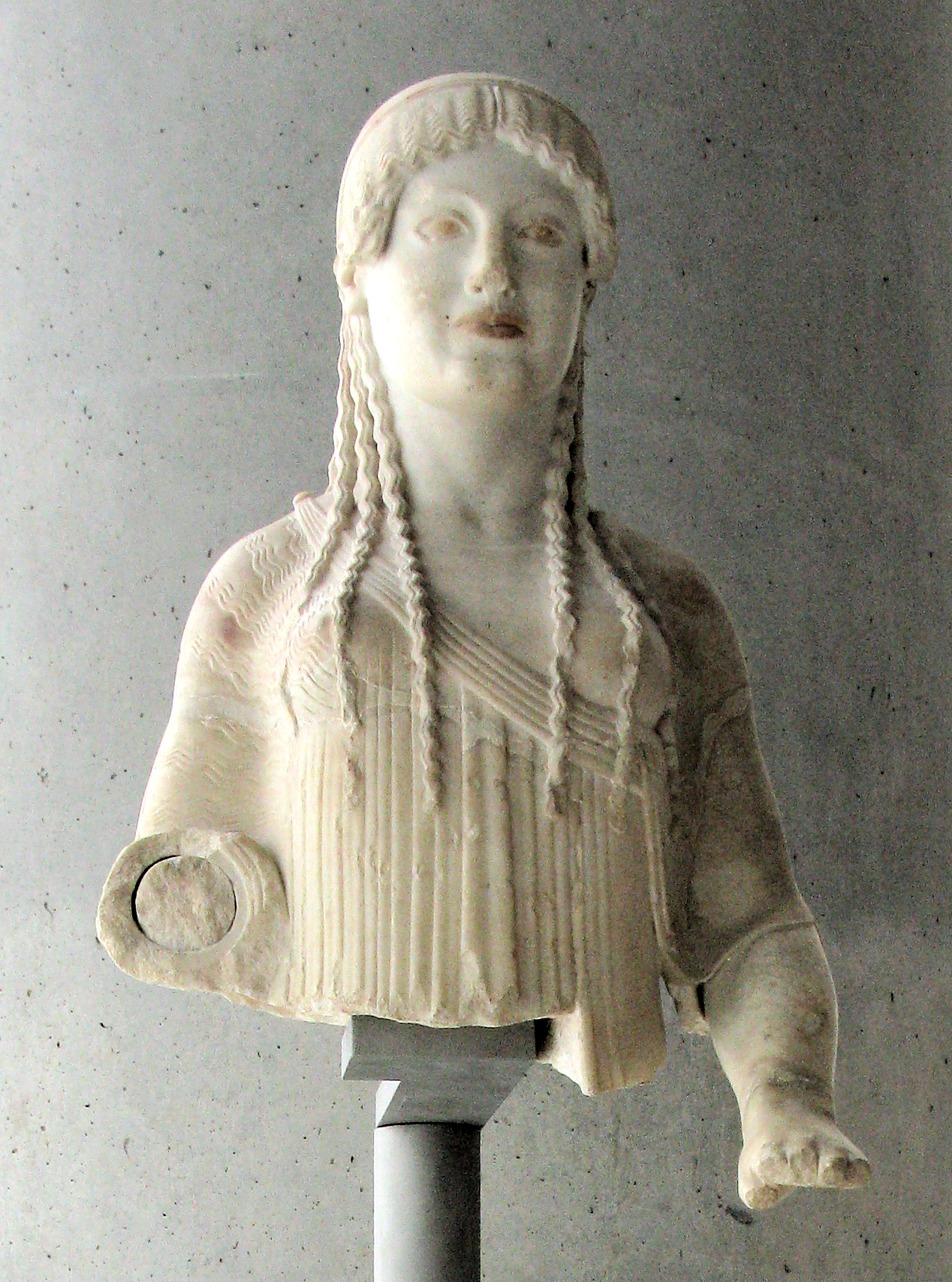
Tête et buste, avec des restes de peinture.

La coré d'Euthydikos, dite « La Boudeuse », est une statue de korè de style sévère en marbre de Paros, conservée au musée de l'Acropole d'Athènes (inv. 686-609).

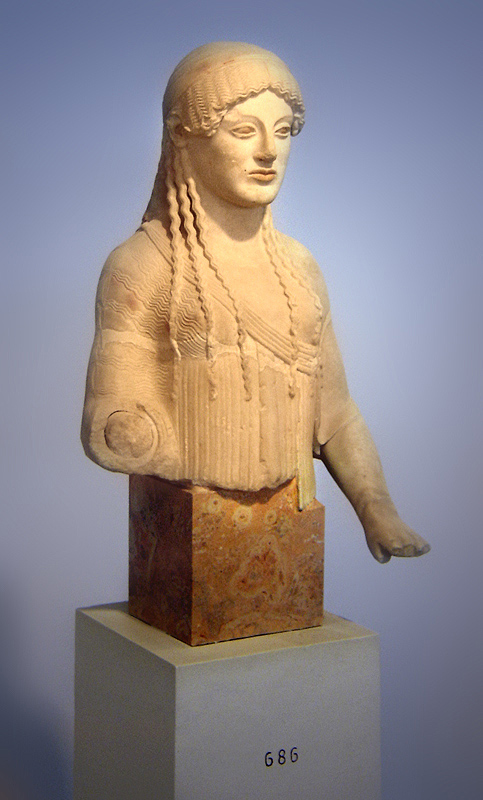
La Korè d'Euthydikos. Partie supérieure.

## Découverte
La statue est issue des découvertes du dépôt des Perses ou Perserschutt. La partie haute a été trouvée à l'est du Parthénon en 1882, et la partie basse près de l'Érechthéion en 1886. Elle est rapprochée de l'Éphèbe blond par Claude Rolley, « car le traitement du détail est le même, malgré la différence de structure et de proportions entre les deux visages. »

## Description
La statue, qui se rattache au style sévère, est datée de la fin de l'époque archaïque, vers -490 / -480. La jeune fille est présentée, selon la tradition, vêtue d'un chiton et d'un himation. Le visage est dépourvu du sourire habituellement rencontré chez les korai archaïques,.

## Inscription dédicatoire

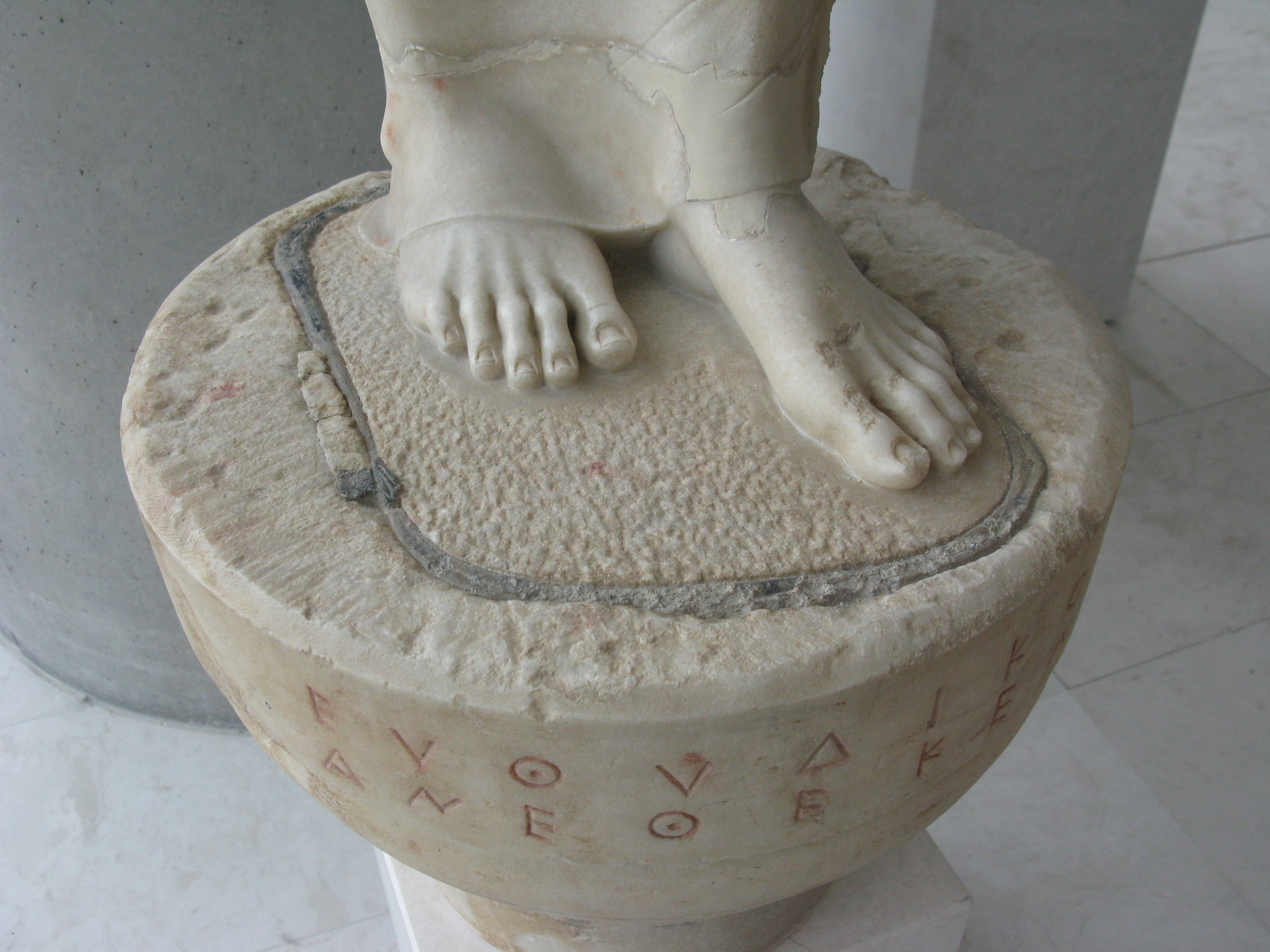
Jambes et inscription dédicatoire.

Le piédestal en marbre pentélique porte l'inscription :
ΕΥΘΥΔΙΚΟΣ Ο ΘΑΛΙΑΡΧΟ ΑΝΕΘΕΚΕΝ
« Euthydicos, fils de Thaliarchos, a dédié (cette statue) ».